# Paclobutrazol
Le paclobutrazol (PBZ) est un retardateur de croissance végétale. C'est un antagoniste de l'hormone végétale gibbérelline. Il agit en inhibant la biosynthèse des gibbérellines en inhibant les monooxygénases du réticulum endoplasmique.

## Synthèse
Le paclobutrazol peut être obtenu par réaction du 1,2,4-triazole avec le chlorure de 4-chlorobenzyle, puis avec la bromopinacolone et enfin avec le tétrahydruroborate de sodium.

## Stéréochimie
Le paclobutrazol possède deux atomes de carbone chiraux sans autre élément de symétrie. Il se présente donc sous la forme de deux paires d'énantiomères, diastéréoisomères entre elles :

## Utilisation en Horticulture
Ses effets s'observent par la réduction de la croissance internodale de la tige et l'augmentation de la croissance des racines. Il a également été montré que le Paclobutrazol réduit la sensibilité au gel et la tolérance au froid des agrumes en maintenant les bourgeons greffés dans un état dominant dans des conditions défavorables (2022). Il en résulte une maturation précoce des agrumes.
Le PBZ est utilisé par les arboriculteurs afin de limiter la croissance des cultures dans l'optique d'éviter leur verse. En arboriculture fruitière il limite l'alternance biennale  chez le manguier et le pomelo. Par ailleurs, il a été montré que le PBZ a d'autres effets positifs sur les arbres et les arbustes. On note une amélioration de la résistance à la sécheresse, au stress, renforce la couleur verte des feuilles, améliore la résistance contre les champignons et les bactéries, et a renforcé le développement des racines,,,.
|                       |                       |                       |                       |
| Stéréoisomère (2R,3R) | Stéréoisomère (2S,3S) | Stéréoisomère (2R,3S) | Stéréoisomère (2S,3R) |